# Ramada Worldwide
Ramada es una cadena hotelera operada por Wyndham Worldwide.
Fundada en 1953 por Marion W. Isbell (1905–1988) con un grupo de inversores, entre otros, Michael Robinson (quien después fundó Rodeway Inns), Del Webb, propietario de los New York Yankees (quien fundó su propia cadena de alojamientos, Hiway House, en 1956), Bill Helsing, Max Sherman, Ezra Ressman, Mort Levin, Frank Lichtenstein y Robert Rosow.
Tiene su sede en Phoenix, Arizona.